# Баландин, Роман Александрович
Роман Александрович Баландин (род. 10 июля 1997, Степное Озеро, Алтайский край, Россия) — российский профессиональный баскетболист, играющий на позиции тяжёлого форварда.

## Карьера
Баскетболом начал заниматься в Благовещенке у Сергея Васильевича Антоненко. Два сезона отыграл за команду ДЮБЛ «АлтайБаскет» под руководством Андрея Гусева.
14 марта 2015 года Роман дебютировал за основной состав «АлтайБаскет» в матче с МБА, проведя на площадке 39 секунд.
По окончании сезона 2014/2015 Баландин перешёл в саратовский «Автодор».
3 декабря 2016 года дебютировал в Единой лиге ВТБ в матче с «Химками» (70:102). За 4 минуты игрового времени Роман результативными действиями не отметился.
24 января 2017 года стало известно, что Баландин попал в состав сборной Единой молодёжной лиги ВТБ и примет участие в «Матче молодых звёзд» в Сочи. Роман получил место в команде благодаря уайлд-кард от экспертного совета Лиги. В этом матче он стал лучшим снайпером команды, набрав 8 очков (2/2 двухочковые, 1/1 трехочковые), а также сделав 2 подбора и 2 передачи за 23:47 минуты на площадке.
Сезон 2019/2020 Баландин начинал в «Автодоре», но в январе 2020 года перешёл в «Буревестник» на правах аренды. В 9 матчах Суперлиги-1 Роман отметился статистикой в 3,7 очка, 1,0 подбора, 0,3 передачи.
В ноябре 2020 года Баландин подписал полноценный контракт с «Буревестником».
В сентябре 2021 года Баландин перешёл в «Тамбов». В сезоне 2021/2022 Роман стал бронзовым призёром Суперлиги-2 дивизион.
В августе 2023 года Баландин подписал контракт с «Новосибирском».
В июле 2024 года Баландин стал игроком «Химок».
В феврале 2025 года Баландин вернулся в «Тамбов».

## Дисквалификация
В апреле 2019 года Российская федерация баскетбола на основании решения РАА «РУСАДА» дисквалифицировала Баландина на 4 года за нарушение пункта 2.1 Общероссийских антидопинговых правил вследствие того, что в его пробе был обнаружен мельдоний. Дисквалификация отсчитывается с 19 мая 2017 года.

17 сентября Спортивный арбитражный суд (CAS) отменил решение РУСАДА и сократил срок дисквалификации до 2 лет. В решении единоличный арбитр CAS особо отметил, что это дело является одним из очень немногих, в которых нарушение антидопинговых правил, связанное с не особой субстанцией, было признано непреднамеренным. Президент «Автодора» Владимир Родионов прокомментировал данное решение:
Нами создан прецедент – впервые в истории российскому спортивному клубу удалось отстоять своего игрока и сократить срок дисквалификации на 2 года. Не снимаю ответственности с Романа, но вину в произошедшем в первую очередь возлагаю на бывшего врача нашей команды, который был в курсе намерений молодого игрока, но отнесся к ним халатно и не предотвратил нарушение антидопинговых правил, а также заблаговременно не уведомил об этом руководство клуба. Мельдоний доступен всем и продаётся в любой аптеке. Считаю, два года вне баскетбола за его употребление – и так более чем серьёзное наказание за непреднамеренное действие. Мы с первых же дней после получения решения РУСАДА активно боролись за Баландина, подали апелляцию в Спортивный Арбитражный Суд в Лозанне, которая была удовлетворена. Рады, что удалось довести дело до логического завершения и доказать, что вина игрока минимальна. Мы благодарны справедливому решению CAS, который согласился с нашими аргументами, принял нашу сторону и вынес справедливый вердикт. По своему потенциалу Баландин – игрок мужской сборной страны.

## Достижения
- Бронзовый призёр Суперлиги-2 дивизион: 2021/2022
- Серебряный призёр Единой молодёжной лиги ВТБ: 2015/2016